# Antoine Ganyé
Antoine Ganyé (ur. 28 czerwca 1938 w Sedjé) – beniński duchowny katolicki, arcybiskup Kotonu w latach 2010-2016.
Święcenia kapłańskie otrzymał 4 stycznia 1969.
10 czerwca 1995 papież Jan Paweł II mianował go ordynariuszem archidiecezji Dassa-Zoumé. Sakry biskupiej udzielił mu kardynał Bernardin Gantin. 
21 sierpnia 2010 Benedykt XVI mianował go arcybiskupem Kotonu.
25 czerwca 2016 przeszedł na emeryturę, a jego następcą został ogłoszony ksiądz Roger Houngbédji.